# Плиометрика
Плиоме́трика (плиометрия, плайометрия, плайометрика, англ. plyometrics, от др.-греч. πληθύνω — «умножать, расти», или πλέον — «больше», μέτρον — «измерение») — спортивная методика, использующая ударный метод; в современном смысле — прыжковые тренировки. Плиометрика используется атлетами для улучшения спортивных результатов, которые требуют скорости, быстроты и мощи. Плиометрика иногда используется в фитнесе и является одним из основных элементов тренировок по паркуру. В противоположность изометрическим упражнениям, плиометрические упражнения используют взрывные, быстрые движения для лучшего проявления мышечной силы и проявления быстроты. Эти упражнения помогают мышцам развивать наибольшее усилие за наименьший возможный промежуток времени.

## История развития
Название «плиометрика» придумал в 1980-х годах Фред Уилт, член сборной США по бегу на длинные дистанции (хотя термин уже употребляется в монографии А. Н. Воробьёва «Тяжелоатлетический спорт» издания «Физкультура и спорт» в 1977 году, в главе 3, стр. 70—71, также стр. 102). Наблюдая за разминкой советских легкоатлетов, он заметил, что, пока американцы уделяли время статической растяжке, советская сборная выполняла интенсивные прыжки. Впоследствии Уилт был глубоко убеждён, что эти прыжки являются ключевым элементом успеха советских спортсменов.
По возвращении в США, Уилт узнал о работах Майкла Йезиса по изучению советского подхода к тренировкам, а именно «ударного метода», разработанного профессором Юрием Верхошанским, и их совместными усилиями термин «плиометрика» получил широкое распространение в США, а потом и за их пределами. Однако при популяризации плиометрики смысл термина размылся, и сейчас им называют любые прыжковые упражнения, независимо от интенсивности. Встречаются даже «плиометрические» отжимания или подтягивания.
Таким образом, можно выделить 2 значения термина «плиометрика» — ударный метод и современную плиометрику.

## Ударный метод
Идея ударного метода заключается в том, чтобы стимулировать мышцы ударным растягиванием, предшествующим активному усилию.
Центральным упражнением ударного метода является прыжок в глубину. Прыжок в глубину — это прыжок вниз с определённой высоты (обычно 50—70 см) с немедленным выпрыгиванием вверх. Крайне важно то, что приземление и выпрыгивание производится очень быстро, за 0,1—0,2 секунды.
Механика глубокого прыжка — при падении спортсмена с высоты он набирает кинетическую энергию, и при приземлении мышцы бедра и голени выполняют эксцентрическое сокращение для того, чтобы затормозить падение. Эксцентрическое сокращение на мгновение сменяется изометрическим (без движения), которое тут же сменяется концентрическим сокращением, когда спортсмен выпрыгивает вверх.
Ударный метод был разработан Юрием Верхошанским для тренировок сборной СССР в конце 1960-х — начале 70-х годов. Перед ним стояла задача улучшить результаты советских спортсменов на соревнованиях по лёгкой атлетике. Наблюдая за механикой прыжков и бега, он обнаружил, что для этих занятий характерно приложение очень большого усилия по отношению к земле, причём за короткий отрезок времени (при прыжке контакт с землёй длится 0,2 секунды, при беге — 0,1 секунды), из чего был сделан вывод, что для улучшения показателей нужно развивать способность атлета очень быстро совершать большое усилие. Прыжок в глубину был выбран им как упражнение, лучше всего воспроизводящее этот кратковременный контакт с землёй.

## Современная плиометрика
В современных источниках «плиометрикой» называют любые прыжковые упражнения, независимо от скорости прыжка. Обычные прыжковые упражнения доступны всем атлетам, независимо от уровня подготовки; не всем требуется взрывная мышечная сила. Например, бегуны на длинные дистанции на тренировках выполняют серии из 20—30 последовательных прыжков, а также другие циклические упражнения, такие, как прыжок в длину. Прыжковые упражнения входят и в разминку перед тренировкой ударным методом.
Техника обычного прыжка не отличается от техники взрывного прыжка. Однако обычные прыжки отличаются от взрывных более долгим контактом с землёй. Так, частой ошибкой новичков при прыжке в глубину является то, что спортсмен слишком глубоко приседает при приземлении, и быстрый переход от эксцентрического к концентрическому сокращению мышц не происходит. Тогда упражнение тренирует не взрывную силу, а просто способность прыгать.

## Техника безопасности
Прыжок в глубину требует специальной предварительной подготовки, которая выражается в выполнении значительного объёма прыжковых упражнений и упражнений со штангой.Верхошанский Ю. В. Основы специальной силовой подготовки в спорте
Плиометрика при правильном выполнении безопасна, но сконцентрированные и интенсивные движения повышают нагрузку на суставы, мышцы, связки. Поэтому крайне важно позаботиться о безопасности выполняемых упражнений. Плиометрические упражнения должны выполняться хорошо подготовленными спортсменами и под наблюдением тренера. До начала занятий плиометрикой нужно иметь хорошую силовую подготовку, гибкость и проприоцепцию. Спортсмен должен изучить правильную технику выполнения плиометрических упражнений до начала занятий, а также быть отдохнувшим и здоровым.
Конкретные требования к силе в разных источниках различаются; так, один из источников предлагает в качестве проверки 5 приседаний с отягощением в 60% собственного веса. Гибкость важна для предохранения от травм и для улучшения эффекта от тренировок. Проприоцепция и координация движений также необходимы для безопасного выполнения плиометрических упражнений.
Плиометрические упражнения не рекомендуются людям со сколиозом, подросткам и пожилым людям из-за возрастных изменений.